# John Gray (auteur)
Pour les articles homonymes, voir John Gray et Gray.
John Gray, né à Houston en 1951, est un essayiste américain, auteur de livres de « développement personnel ». Il a atteint la célébrité avec la publication en 1992 de son best-seller Les hommes viennent de Mars, les femmes viennent de Vénus. 

## Biographie
Après le lycée, Gray a fréquenté l'université de St. Thomas puis l'université du Texas, dont il est à chaque fois ressorti sans diplôme.
Il apprend la Méditation transcendantale et part neuf ans comme assistant de Maharishi Mahesh Yogi. Il fut alors diplômé en « Science de l'Intelligence Créatrice » par la Maharishi European Research University
Marié jusqu'en 1984 avec Barbara De Angelis, autre auteur de livres de développement personnel, il est en 2010 l'époux de Bonnie Gray, qu'il cite régulièrement dans ses livres. Il a trois filles.
En 1997, il reçoit un doctorat (Ph. D.) en psychologie de la Columbia Pacific University (CPU). La CPU est une faculté non reconnue par l'État de Californie délivrant des diplômes par correspondance et faisant partie de ce que l'on appelle aux États-Unis les diploma mill (usines à diplômes) où l'on obtient un titre universitaire contre de l'argent. Si cette organisation fut approuvée pour une période de 3 ans par le département de l'Éducation de Californie en 1986, en 1989 cette autorisation ne fut pas renouvelée et elle fut fermée en 2000 à la suite d'une décision de la Cour suprême de Californie mettant fin à une longue bataille engagée par les autorités californiennes. Le tribunal a statué que tous les diplômes délivrés par la CPU après le 25 juin 1997 ne sont pas reconnus.

## Théorie de la différence sexuelle
Gray popularise dans ses livres et ses séminaires une théorie : étant donné leur complexion et leur histoire, l'homme et la femme ont hérité de structures psychiques fondamentalement dissemblables, qui les amènent à des conceptions de vie et à des comportements différents face à des situations semblables, même les situations anodines du quotidien. Au lieu de tenter de gommer ces différences, le mieux est de les connaître, de les accepter, et même de les transformer en un atout. La principale application de cette théorie réside dans la vie quotidienne des couples : l'enseignement de John Gray vise principalement à instaurer la paix dans les ménages. Il fait appel à l'empathie entre partenaires, vue comme source principale d'harmonie au sein du couple.
Cette théorie doit une part de son succès à la simplicité du propos, résumée dans la métaphore des deux planètes : pour les hommes Mars, comme le dieu romain de la guerre et de la fertilité, et pour les femmes Vénus, comme la déesse romaine de l'amour et de la beauté. Elle a été déclinée dans une série de livres qui sont autant de variations d'une même théorie, jusqu'à une méthode de régime. Leurs tirages, dans de nombreuses langues, ont fait la fortune de l'auteur.
Les contempteurs de cette théorie ont pointé deux défauts principaux. Tout d'abord elle caricature les deux sexes, leur attribuant des caractéristiques prétendument héritées de leurs fonctions primitives, avec des illustrations puisées dans l'organisation sociale préhistorique, laissant peu de place au changement de civilisation. Ensuite, par essence, elle fait entrer les individus dans une catégorisation biologique binaire (masculin/féminin), méconnaissant les différences sociales, ethniques, culturelles, etc. D'autres critiques, plus polémiques, relèvent un ton moralisateur et un style très répétitif. Gray divise beaucoup : il est conseillé par certains thérapeutes du couple, qui le considèrent comme un bon vulgarisateur, et déconseillé par d'autres, qui le voient comme un sermonneur sans finesse.

## Œuvres
- Les hommes viennent de Mars, les femmes viennent de Vénus
- Mars et Vénus sous la couette
- Mars et Vénus : petits miracles au quotidien
- Mars et Vénus se rencontrent
- Mars et Vénus ensemble pour toujours : prolonger le désir et enrichir l'amour
- Mars et Vénus : 365 jours d'amour en couple
- Mars et Vénus refont leur vie
- Mars et Vénus, les chemins de l'harmonie : pour mieux comprendre, accepter et apprécier l'autre sexe
- Une nouvelle vie pour Mars et Vénus
- Mars et Vénus au régime : créez l'alchimie idéale pour rester mince, heureux et amoureux
- Mars et Vénus au travail
- Les enfants viennent du paradis
- Comment obtenir ce que nous désirons et apprécier ce que nous possédons
- "Vénus en feu, Mars de glace"
- Mars et Vénus font la paix : Résoudre les conflits pour une vie de couple harmonieuse, Éditions de l'Éveil, collection Éveil-couple, 2014  (ISBN 978-2-912795-57-1)
- Guérir de ses blessures affectives pour aimer et être aimé, Éditions de l'Éveil, collection Éveil-conscience, 2015  (ISBN 978-2-912795-62-5)
- Un cerveau sain dans un monde toxique, Éditions de l'Éveil  (ISBN 978-2374150048)